# سفارت ژاپن در سئول
سفارت ژاپن در سئول (به لاتین: Embassy of Japan) یک سفارت در کره جنوبی است که در ناحیه جونگنو واقع شده‌است.